# Jurinea michelsonii
Jurinea michelsonii là một loài thực vật có hoa trong họ Cúc. Loài này được Iljin mô tả khoa học đầu tiên năm 1962.